# سام رافائيل
سام رافائيل (بالإنجليزية: Sam Raphael)‏ (24 مايو 1987 بأديلايد في أستراليا - ) هو لاعب كريكت أسترالي. لعب مع فريق جنوب أستراليا للكريكت ‏.

## وصلات خارجية
- سام رافائيل على موقع إي آس بي آن كريك إنفو (الإنجليزية)